# District de Quingey
Pour les articles homonymes, voir Quingey (homonymie).
Le district de Quingey est une ancienne division territoriale française du département du Doubs de 1790 à 1795.
Il était composé des cantons de Quingey, Byans-sur-Doubs, Esternoz, Liesle, Rouchaux et Rurey.